# 小行星5332
小行星5332（英語：5332 Davidaguilar）是一颗围绕太阳公转的小行星。1990年2月16日，杉江淳在Dynic发现了此天体。
这颗小行星的绝对星等为305.7832501914668等。